# Khulna (distrikt)
Khulna (bengali: খুলনা জেলা, engelska: Khulna District) är ett distrikt i Bangladesh.   Det ligger i provinsen Khulna, i den södra delen av landet, 170 km sydväst om huvudstaden Dhaka. Antalet invånare är 2 318 527. Arean är 4 394 kvadratkilometer.
Terrängen i Khulna är mycket platt.
Trakten runt Khulna består till största delen av jordbruksmark. Runt Khulna är det ganska tätbefolkat, med 144 invånare per kvadratkilometer.